# Сражение при Хоамоке
Сражение при Хоамоке (фр. Bataille de Hoa Moc) — самое ожесточенное сражение франко-китайской войны. Ценой тяжёлых потерь бригада полковника Джованнинелли из Тонкинского экспедиционного корпуса нанесла поражение силам китайской Юньнаньской армии и войск чёрных флагов, блокировавших путь к осажденному французскому посту в Туенкуанге.
Во время франко-китайской войны в Туенкуанге с 21 декабря 1884 года были осаждены в две роты французского Иностранного легиона под командованием Марка-Эдмона Домине. Главнокомандующий Тонкинским экспедиционным корпусом генерал Бриер де л'Иль, оставив бригаду Негрие в Лангшоне, со второй бригадой Джованнинелли двинулся из Ханоя на Туенкуанг. Движение французских войск сопровождала речная флотилия из пяти канонерских лодок.
Бриер де л'Иль намеревался атаковать китайскую укреплённую позицию у Хоамока. Китайцы воздвигли здесь, весьма удачно применившись к местности, 5 линий фортов и траншей: первая линия была устроена к западу от дороги и так скрыта в кустарниках и бамбуке, что французы миновали ее, не заметив неприятеля и не замеченные китайцами. Вторая линия под острым углом пересекала дорогу, и на нее направлены были главные удары французских батальонов. Затем в тылу, почти параллельно одна другой, устроены были 3-я, 4-я и 5-я линии. Под личным командованием Лю Юнфу было собрано около 6000 человек войск чёрных флагов и китайских регулярных солдат.

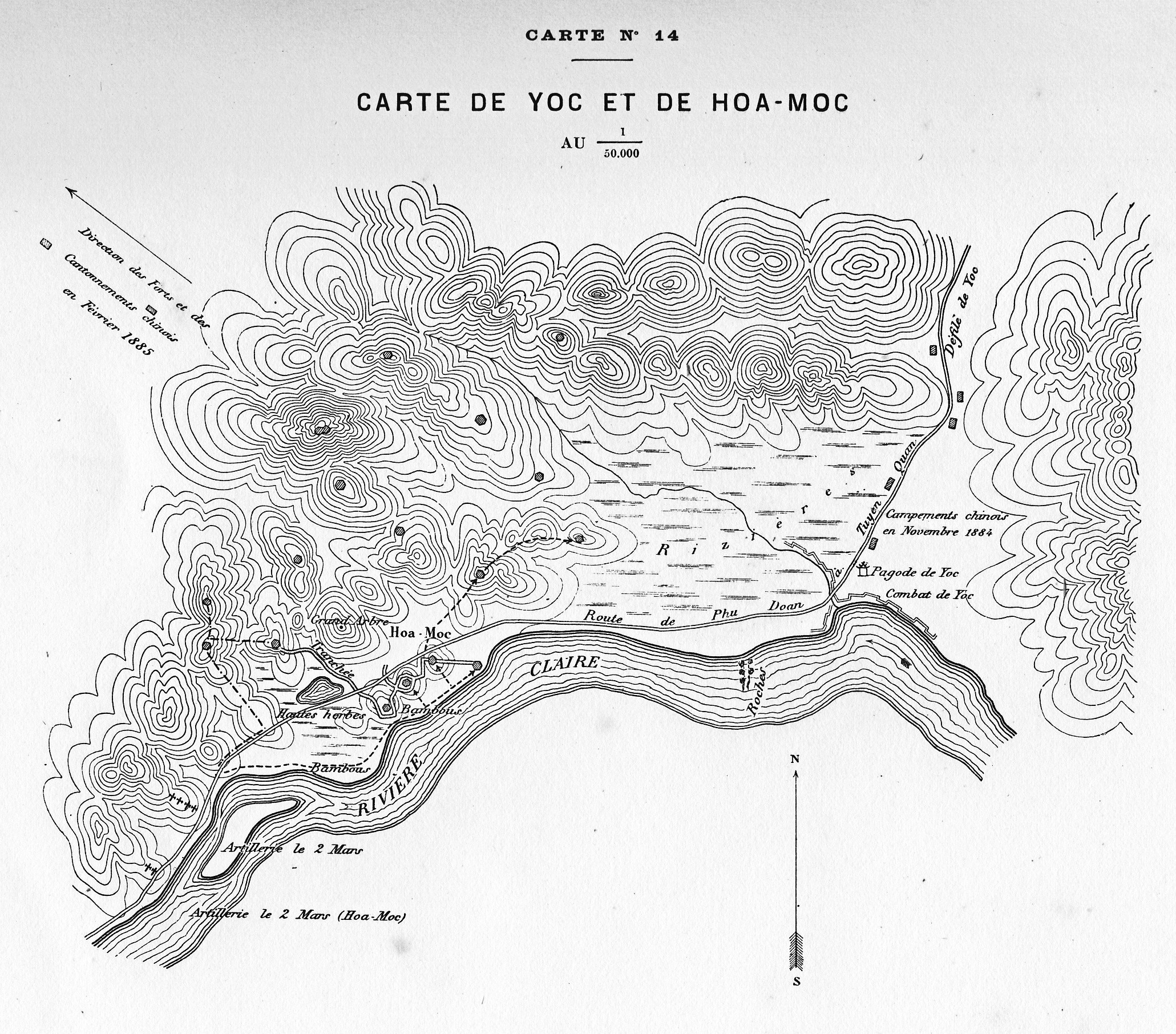
Карта сражения

2 марта французы, пройдя незамеченными первую линию обороны, упёрлись во вторую, откуда были обстреляны в упор и потеряли двадцать человек убитыми и ранеными. Джованнинелли решил атаковать левый фланг китайской оборонительной линии, но атака батальона была отбита. Также была отбита и вторая атака, предпринятая двумя батальонами.
Затем Джованнинелли усилил атакующих батальоном морской пехоты для третьего штурма, в ходе которого была захвачена большая часть первых вражеских траншей. Чтобы отвлечь внимание, Лю Юнфу предпринял контратаку на французский фланг, но понес большие потери. Ночью китайцы и «чёрные флаги» контратаковали, чтобы вернуть утраченные окопы, но были отброшены в штыковом бою.
Утром 3 марта французы двинулись в атаку всей бригадой на линию траншей, все еще находившуюся в руках противника, но обнаружили, что китайцы и «чёрные флаги» покинули свои позиции еще до рассвета, оставив свободный доступ к Туенкуангу. Днём французы, выставив заслоны к западу против неочищенных еще, но слабо державшихся фортов, энергично двинулись вперед и, пройдя Хоамокское дефиле, не занятое китайцами, в тот же день подошли к Туенкуангу.
Дорогостоящая победа Джованнинелли, 76 убитых и 408 раненых, тем не менее, спасла гарнизон Туенкуанга. Юньнаньская армия и «чёрные флаги» сняли осаду и отступили на запад.